# Brasil Central Esporte Clube Ltda.
Brasil Central Esporte Clube Ltda. é um clube brasileiro de futebol, da cidade de Cuiabá, capital do estado de Mato Grosso. Suas cores são verde e branco.
Fundado em 19 de agosto de 2006, disputava campeonatos amadores até 2012, quando se inscreveu para a disputa da Segunda Divisão estadual.
Apesar de ter sua sede em Cuiabá, o Brasil Central, que tem como presidente Hernandes Queiroz, manda os seus jogos no município de Dom Aquino.

## Participações no Campeonato Mato-Grossense
- Campeonato Mato-Grossense de Futebol - Segunda Divisão: 1 (2012)